# Francouzská revoluce (film)
Francouzská revoluce (v originále La Révolution française) je francouzsko-italsko-německo-kanadský dvoudílný historický film z roku 1989. První díl Les Années lumière režíroval Robert Enrico a druhý díl Les Années terribles Richard T. Heffron. Film byl vyroben s rozpočtem 300 milionů franků v rámci oslav dvoustého výročí Velké francouzské revoluce.

## Děj
Téměř šestihodinový film zahrnuje události z let 1789–1794 (navzdory tomu, že francouzská revoluce trvala až do roku 1799, kdy Bonaparte provedl Brumairový převrat).
První díl začíná v květnu 1789 a končí útokem na Tuilerijský palác 10. srpna 1792.
Druhá část začíná uvězněním krále Ludvíka XVI. s rodinou v Templu a trvá do konce Hrůzovlády s popravou Robespierra v roce 1794.
První část filmu zachycuje následující události:
- Zahájení generálních stavů ve Versailles 5. května 1789
- Přísaha v míčovně a ustavení Ústavodárného národního shromáždění
- Zasedání královské rady dne 23. června 1789
- Nepokoje 12. a 13. července 1789
- Útok na Bastilu 14. července 1789
- Založení Pařížské komuny
- Přijetí srpnových dekretů 4. srpna 1789
- Přijetí Deklarace práv člověka a občana v roce 1789
- Ženský pochod na Versailles 5. a 6. října 1789
- Svátek Federace 14. července 1790
- Vzpoura posádky v Nancy (srpen 1790)
- Útěk do Varennes (20.–21. června 1791)
- Masakr na Martově poli 17. července 1791
- Ustavení Národního zákonodárného shromáždění
- Debata o válce mezi Brissotem a Robespierrem a vyhlášení války rakouskému císaři (20. dubna 1792)
- Demonstrace 20. června 1792
- Založení pařížské povstalecké komuny (1792)
- Útok na Tuilerijský palác 10. srpna 1792

Druhá část filmu obsahuje následující události:
- Uvěznění královské rodiny v Templu
- Zářijové masakry a nastolení Hrůzovlády
- Bitva u Valmy
- Vznik První republiky a Národního konventu
- Proces s Ludvíkem XVI. a jeho poprava
- Ustavení revolučního tribunálu a Výboru pro veřejné blaho
- Střety mezi montagnardy a girondisty, které vyvrcholily povstáním sansculotů ve dnech 31. května a 2. června 1793
- Zavraždění Jeana Paula Marata
- Proces s Marií Antoinettou a její poprava
- Velký teror
- Proces s hébertisty
- Proces s dantonisty
- Svátek Nejvyšší bytosti
- Thermidorský převrat
- Poprava Maximiliena Robespierra

## Obsazení
| Klaus Maria Brandauer     | Georges Danton                                            |
| François Cluzet           | Camille Desmoulins                                        |
| Jean-François Balmer      | Ludvík XVI.                                               |
| Jane Seymourová           | Marie Antoinetta                                          |
| Andrzej Seweryn           | Maximilien Robespierre                                    |
| Marianne Basler           | Antoinette Gabrielle Dantonová                            |
| Peter Ustinov             | Honoré Gabriel Riqueti de Mirabeau                        |
| Sam Neill                 | markýz de La Fayette                                      |
| Claudia Cardinalová       | vévodkyně de Polignac                                     |
| Vittorio Mezzogiorno      | Jean Paul Marat                                           |
| Jean-François Stévenin    | Louis Legendre                                            |
| Marc de Jonge             | Antoine Joseph Santerre                                   |
| Michel Duchaussoy         | Jean Sylvain Bailly                                       |
| Philippine Leroy-Beaulieu | Charlotta Cordayová                                       |
| Christopher Lee           | Charles-Henri Sanson                                      |
| Henri Serre               | Bernard-René Jourdan de Launay                            |
| Serge Dupire              | Jacques Nicolas Billaud-Varenne                           |
| Jean Bouise               | Maurice Duplay                                            |
| Marie Bunel               | Lucile Desmoulins                                         |
| Gabrielle Lazure          | Marie Tereza Luisa Savojská                               |
| Dominique Pinon           | Jean-Baptiste Drouet                                      |
| Christopher Thompson      | Louis de Saint-Just                                       |
| Raymond Gérôme            | Jacques Necker                                            |
| Jean-Pierre Laurent       | François Hanriot                                          |
| Yves-Marie Maurin         | François Alexandre Frédéric de La Rochefoucauld-Liancourt |
| Hanns Zischler            | Johann Wolfgang von Goethe                                |
| Michel Galabru            | Jean-Sifrein Maury                                        |
| Massimo Girotti           | vyslanec papeže Pia VI.                                   |
| François-Éric Gendron     | Bertrand Barère de Vieuzac                                |
| Georges Corraface         | Jacques-René Hébert                                       |
| Jean-Pierre Stewart       | Jacques Pierre Brissot                                    |
| Geoffrey Bateman          | Jean-Baptiste Cléry                                       |
| Michel Melki              | Jacques Alexis Thuriot                                    |
| Jean Bouchaud             | Emmanuel Joseph Sieyès                                    |
| Jean-Yves Berteloot       | Hans Axel von Fersen                                      |
| Claude Aufaure            | kněz                                                      |
| Anne Létourneau           | Alžběta Filipína Francouzská                              |
| Louise Latraverse         | Louise-Élisabeth de Croÿ de Tourzel                       |
| Katherine Flynn           | Madame Royale                                             |
| Sean Flynn                | dauphin Ludvík                                            |
| Benji Marcus              | dauphin Ludvík Josef                                      |
| Michel Motu               | vychovatel dauphina                                       |
| Alain Frérot              | Antoine Simon                                             |
| François Lalande          | Duplessis-Laridon                                         |
| Geneviève Mnich           | paní Duplessis                                            |
| André Penvern             | hrabě d'Artois                                            |
| Sebastian Roché           | Henri-Évrard de Dreux-Brézé                               |
| Marion Grimault           | Louison Chabry                                            |
| Georges Trillat           | Claude Fournier                                           |
| Philippe Chemin           | poručík de Flue                                           |
| Jacques Penot             | Jean-Joseph Mounier                                       |
| Steve Kalfa               | Jean-Marie Collot d'Herbois                               |
| Jacques Ciron             | Joseph Ignace Guillotin                                   |
| Louise Boisvert           | Simone Évrard                                             |
| Daniel Briquet            | Jérôme Pétion de Villeneuve                               |
| Daniel Langlet            | Jean-Baptiste Sauce                                       |
| Hans Meyer                | vévoda Brunšvický                                         |
| Patrick Bauchau           | Charles-François Dumouriez                                |
| Steve Gadler              | Pierre Vergniaud                                          |
| Fabienne Tricottet        | Éléonore Duplay                                           |
| Jerry Di Giacomo          | Pierre-Louis Roederer                                     |
| Michel Voletti            | Nicolas Chambon                                           |
| Daniel Lombart            | Robert Lindet                                             |
| Richard De Burnchurch     | Henri Edgeworth de Firmont                                |
| Jean-Philippe Chatrier    | Marie-Jean Hérault de Séchelles                           |
| Bruce Myers               | Georges Couthon                                           |
| Ronald Guttman            | Martial Herman                                            |
| Yves Beneyton             | Antoine Quentin Fouquier-Tinville                         |
| Véronique Leblanc         | Rosalie Lamorlière                                        |
| Muriel Brenner            | Louise Sébastienne Danton                                 |
| Nathalie Fillion          | Marie Marguerite Françoise Hébert                         |
| Michel Subor              | Marc-Guillaume-Alexis Vadier                              |
| Davide Ambrose            | markýz de Blacons                                         |
| Jean-Marie Bernicat       | pan Desmoulins                                            |
| Tomasz Bialkowski         | rakouský generál                                          |
| Jean Boissery             | Claude-Antoine-Gabriel de Choiseul                        |
| Jean-Claude Bourlat       | profesor na lyceu Ludvíka Velikého                        |
| Steve Carretero           | mladý Robespierre                                         |
| Bruno Cécillon            | zástupce Pařížské radnice                                 |
| Jean-Pierre Delamour      | plukovník švýcarské gardy                                 |
| Diane Delor               | Mirabeauúv přítel                                         |
| Yannick Evely             | prodavač v Palais Royal                                   |
| André Farwagi             | poslanec z Guise                                          |
| Luc Faugere               | Bellon                                                    |
| Georges Fricker           | Louis Marie Antoine de Noailles                           |
| Raphaëline Goupilleau     | paní Drouetová                                            |
| Nicole Gueden             | paní Desmoulinsová                                        |
| Bernard Lepinaux          | Pierre Augustin Hulin                                     |
| François Levantal         | Jean-Louis Romeuf                                         |
| Jean-Gabriel Nordmann     | Henri-Cardin-Jean-Baptiste d'Aguesseau                    |
| Jacques Plée              | Anne-Louis-Henri de La Fare, biskup z Nancy               |
| Frédéric Rostand          | Alexandre de Beauharnais                                  |
| Philip-James Valentini    | mladý Desmoulins                                          |
| Yvan Varco                | Armand Marc de Montmorin Saint-Hérem                      |
| Bernard Celeyron          | François-Christophe Kellermann                            |
| François Clavier          | pařížský arcibiskup Jean-Baptiste Gobel                   |
| Peter Hudson              | François-Antoine de Boissy d'Anglas                       |
| Jean-Marie Lemaire        | Lazare Carnot                                             |
| David Martin              | Jean-Baptiste Coffinhal                                   |
| Patrick Tessari           | Stanislas-Marie Maillard                                  |
| Geoffroy Thiebaut         | Paul de Barras                                            |
| Gérard Touratier          | špión Saint-Justa                                         |
| Nicolas Sarkozy           | poslanec za třetí stav                                    |